# 화성 오산리 석불입상
화성 오산리 석불입상은 대한민국 경기도 화성시 반송동에 있는 석불입상이다. 2019년 10월 23일 향토문화재(유형) 제18호로 지정되었다.

## 지정 사유
본 석불입상은 두부가 과도하게 강조된 전형적인 고려시대 석불로, 석불 자체의 가치는 물론 화성시 관내 불교사 연구에 큰 도움이 될 자료이다.